# زندگی من (تروتسکی)
زندگی من (انگلیسی: My Life: An Attempt at an Autobiography و (روسی Моя Жизнь)، نام کتابی است نوشته لئون تروتسکی، رهبر انقلابی مارکسیست است که نخستین بار در سال ۱۹۳۰ به چاپ رسید.
این کتاب توسط هوشنگ وزیری به فارسی برگردانده شده‌است.